# جوزفين لانجفورد
جوزفين لانجفورد (بالإنجليزية: Josephine Langford)‏ هي ممثلة أسترالية، ولدت في 18 أغسطس 1997 في برث في أستراليا.

## أعمال

### أفلام
After

ما تتمناه
- موكسي

## وصلات خارجية
- جوزفين لانجفورد على موقع IMDb (الإنجليزية)
- جوزفين لانجفورد على موقع روتن توميتوز (الإنجليزية)
- جوزفين لانجفورد على موقع ألو سيني (الفرنسية)
- جوزفين لانجفورد على موقع أول موفي (الإنجليزية)
- جوزفين لانجفورد على موقع قاعدة بيانات الفيلم (الإنجليزية)
- جوزفين لانجفورد على موقع كينوبويسك (الروسية)